# Gornja Trnava (okręg toplicki)
Gornja Trnava (cyr. Горња Трнава) – wieś w Serbii, w okręgu toplickim, w mieście Prokuplje. W 2011 roku liczyła 314 mieszkańców.